# Лучицький Іван Васильович
Іва́н Васи́льович Лучи́цький (* 2 (14) червня 1845, Кам'янець-Подільський — † 22 серпня 1918, Київ) — український і російський історик-медієвіст. Член Історичного товариства імені Нестора-Літописця, член-кореспондент Петербурзької АН (обрано 13 грудня 1908 року).

## Життєпис

### У Кам'янці-Подільському
Народився 2 червня (14 червня за новим стилем) 1845 р. у м. Кам'янці-Подільському. Його батько Василь Іванович Лучицький 1831 року закінчив Волинську духовну семінарію, 1835 р. — Київську духовну академію , працював викладачем давніх мов Подільської духовної семінарії. У 1857—1862 роках він викладав логіку та російську словесність у Кам'янець-Подільській чоловічій гімназії . Першим учителем Івана став його батько в домашній освіті.
У 1857—1861 роках Іван Лучицький навчався у Кам'янець-Подільській чоловічій гімназії. Вступив одразу в третій клас. Улюбленими предметами Івана були історія та математика. У спогадах він зазначав :
| «Я ще з п'ятого класу мріяв стати математиком і вступити на математичний факультет, виключно почав вивчати математику, проникся її методами. І ці заняття залишили в моєму розумі вагомий слід, стремління до точності та до повноти аргументації». |
Суворі порядки, які панували в Кам'янець-Подільській гімназії, викликали у нього нервову хворобу і вразливість. Атмосфера, в якій проходило дитинство, вплинула на характер та етичні погляди майбутнього історика. Усілякого роду пригнічення стало для нього неприйнятним .
Світлим променем у дитячих споминах Івана Лучицького став візит до Кам'янець-Подільської гімназії опікуна Київського навчального округу Миколи Пирогова. Про цей візит восени 1859 р. історик навіть багато років по тому згадував не без хвилювання. До приїзду Пирогова гімназисти, за його словами, уявляли найвище начальство в особі директора, який приходив у клас раз чи двічі на рік, кричав, називав учнів дурнями, розмахував палицею і, надовго навівши жах, ішов геть. Пирогов зайшов до класу в поношеному камзолі, підійшов до учнів, сів біля Лучицького і став просто та лагідно розмовляти з гімназистами, розпитувати їх. Хлопці пожвавішали і згодом наввипередки відповідали відвідувачеві, а коли урок закінчився, гуртом оточили Пирогова, ловлячи його слова та добрий погляд. «Для мене стало зрозуміло, яким має бути педагог», — писав згодом Лучицький .

### У Києві

Іван Лучицький

Наприкінці 1861 р. він перейшов у сьомий клас першої Київської гімназії.
У сьомому класі закінчилося його захоплення математикою. Він прочитав книги Франсуа Гізо «Історія цивілізації в Європі» та Фрідріха Шлоссера «Історія 18 століття». Праці вразили чіткістю думки, несприйняттям фанатизму. Особливо сильний вплив на формування історичних поглядів Лучицького мало дослідження Шлоссера, яке зміцнило в хлопця ненависть до будь-якого насильства. Так історія перемогла математику .
У 1862 р. став студентом історико-філологічного факультету Київського університету св. Володимира.
Будучи студентом, вісімнадцятирічним юнаком, розпочав письменницьку діяльність, насамперед писав роботу у вигляді двох критичних фейлетонів у виданні «рос. Киевлянин» в червні 1863 р.. Саме в цей час відбулося формування майбутнього історика завдяки власному потягу до знань, самоосвіті, володінню чужоземними мовами. На роки навчання в університеті припадало й формування наукового світогляду та теоретико-методологічних підходів до осмислення історичних фактів, чому посприяло захоплення позитивістською філософією Огюста Конта. Ця теорія визначила орієнтацію пошуків та його вподобань в історичній науці.
У 1866 р. закінчив університет, залишився в аспірантурі для підготовки до професорського звання і займався історією французького протестантизму.
У 1869 р. почав педагогічну діяльність, вчителював викладачем російської мови і церковнослов'янської словесності в Києво-Подільській прогімназії, оскільки завершувався термін перебування його в аспірантурі. А вже наступного року почав працювати учителем історії та географії.
За словами дослідниці Н. А. Логунової: "Своїм науковим фахом майбутній вчений обрав історію Франції. Після магістерського іспиту І. В. Лучицький почав працювати над задуманим ним тритомником «Історія феодальної реакції у Франції в XVI—XVII ст.».
У 1870 р. розпочав викладацьку діяльність, він читав лекції з новітньої історії, згодом став приват-доцентом із загальної історії в Київському університеті, а з 1874 р. — доцент кафедри загальної історії.
Професор І. В. Лучицький також займався підготовкою наукових кадрів, завдяки його турботі до наукової діяльності при університеті готувались і жінки.
У 1877—1907 рр. був професором Київського університету св. Володимира. Викладацька діяльність Лучицького у Київському університеті збіглася з підйомом українського національного руху, відомого під назвою українофільство, яке зародилося ще в 40-х роках XIX століття. У 1855 р. представниками української інтелігенції було створено першу «Громаду», яка ставила за мету національно-культурне і суспільно-політичне просвітлення українського народу. В кінці 50-х років «Громада» також була створена і в Києві. Українофіли відкривали недільні школи, писали книжки українською, пропагували національний одяг, звичаї. Головною ж метою руху була селянська реформа, але на жаль серйозних результатів в цьому питанні досягнуту не було. В середині 70-х років до Київської громади належав і Іван Васильович Лучицький. На той час він перебував на посаді гласного Золотоношського повітового земства, а згодом Полтавського губернського земства. Він безпосередньо на практиці зіштовхнувся з проблемами українського селянства, які стали центром його наукових інтересів до кінця життя: історії селянства і селянського землеволодіння. Одночасно вивчає історію селянства в Іспанії та України. Марія Вікторівна, дружина історика, згадувала, що Іван Васильович завжди відзивався на прохання селян щось пояснити, чи захистити їх права в суді. Також у 1887 р. історик увійшов в редакційний «комітет» та займався підготовкою нового номера журналу «Киевская старина». 15 березня 1888 року виходить перший том видання «Киевская старина», в якому було опубліковано його статтю «Київ у 1766 році». У 1895 р. його запрошують до співпраці в газеті «Киевское слово». Паралельно зі своєю науковою діяльністю активно займався громадськими проблемами. Він допомагав благодійним організаціям Києва та інших міст — стосовно допомоги незаможним студентам, єврейським учням, дітям робітників, сиротам.
Підтримуючи та покриваючи ліберально-демократично налаштоване студентство, історик був під особливим наглядом опікуна Київського навчального округу та під контролем Департаменту поліції Російської імперії.
Як зазначає дослідниця наукової та громадсько-політичної діяльності Лучицького Наталія Логунова, не можна сказати, що Іван Васильович був майстерним лектором, однак він був блискучим педагогом, у чому велика заслуга його закордонних учителів. Він умів заохотити слухачів до самостійної роботи над джерелами, ретельно уникав навіть випадкової підказки учаснику семінару, боявся передбачити висновки, до яких студент мав прийти самостійно. Усі його учні користувалися цінними критичними і методологічними порадами, але жоден із них не міг нарікати на якусь спробу здійснити тиск, зазіхнути на їх самостійність у науці. Учні Івана Васильовича виступали з доповідями на засіданнях Історичного товариства Нестора Літописця, друкували власні роботи у виданні «Киевская старина».
Пам'ятаючи свої студентські роки, коли він практично не мав жодного наукового керівництва, професор Лучицький завжди тримав відчиненими двері для студентів, які ставали для нього молодшими товаришами по науці. Під впливом Лучицького відбувалось становлення наукових інтересів багатьох науковців. Серед них Євген Вікторович Тарле, Дмитро Мойсейович Петрушевський, Володимир Костянтинович Піскорський, Василь Петрович Клячин, Микола Прокопович Василенко, Венедикт Олександрович Мякотін, Никандр Васильович Молчановський.
Наприкінці 19 століття збудував дачу на хуторі Коврай (нині село Чорнобаївського району Черкаської області). Де він заклав парк, в якому було висаджено дерева з усіх кінців планети (сьогодні залишилися тільки абрикоси) .

### У Петербурзі
На початку 1903 р. Іван Васильович залишає викладання, йде на пенсію.
У 1907 р. був обраний депутатом до ІІІ Державної думи від Києва, тому що він належав до Конституційно-демократичної партії. Саме на засіданнях у Державній думі він активно відстоював питання створення українських шкіл і судів. У 1908 р. Іван Васильович пише свої пропозиції та вимоги до Міністра народної освіти у зв'язку з виділенням коштів на наукові та педагогічні потреби Київського та Харківського університетів. Але депутатська діяльність приносить історику розчарування, згодом він взагалі припиняє свою політичну діяльність.
У 1908 р. його було обрано членом-кореспондентом Російської академії наук, став професором Петербурзького університету, читав лекції слухачам Петербурзьких вищих жіночих курсів.
У 1913 р. став почесним членом Петербурзького університету.

## Сім'я

Родина Лучицьких на хуторі Коврай

Дружина Марія Вікторівна Лучицька — перекладачка та громадська діячка, видавець.
У Лучицьких було троє дітей.
- Старший син — Володимир — став геологом. Його син Ігор Лучицький також став геологом.
- Микола, як і брат, закінчив також Київський університет, став юристом, як згадувала сестра, «слідчим з особливо важливих справ».
- Дочка Ольга закінчила Вищі жіночі курси, вийшла заміж за адвоката й літератора, учасника Російсько-японської війни 1904—1905 рр., кадета, громадського діяча Леонтія Чолганського, предком якого вважався осілий в Україні наполеонівський лікар (Де ля Фліз), котрий жив в Україні й склав знамениті етнографічні альбоми.

Микола й Ольга добре знали чужоземні мови і навіть іноді допомагали матері в перекладах. У Ольги Іванівни згодом брав уроки французької мови майбутній письменник Віктор Некрасов.

## Наукова діяльність
Досліджував переважно історію країн Європи.
Наукова діяльність вченого над вивченням історичного минулого розпочалася в 1860-х роках. У ній Наталія Логунова виділила три періоди. У 1860—1870-ті роки Лучицький був переважно дослідником Франції 16 століття, релігійних та соціально-політичних рухів. До цього періоду належать й історико-філософські та культурно-історичні роботи.

Професор Лучицький у кабінеті

З кінця 1870-х років почався другий період наукової діяльності вченого, основна увага в якому була приділена економічній історії нового часу, зокрема історії українського землеволодіння. Саме проблемі українського землеволодіння він присвятив низку своїх праць. Першу свою роботу, з історії общинного землеволодіння в Україні починав так: «В жовтні 1880 року, під час дебатів в Полтавському земському зібранні з питання по організації земського земельного банку…мені указали на той „загальноприйнятий і загальновідомий“ факт, що Малоросія, і в тому числі Полтавська губернія, — класична країна особистого подвірного володіння, що в ній не існує ніяких навіть слідів общинного землеволодіння, що якщо воно колись і існувало в ній, то давним-давно вже зникло, і нарешті, общинне землеволодіння взагалі противно духу і характеру населення». В російській і українській історіографії 70—80-х років ХІХ ст. ця думка була загальновизнаною. До 1861 р. за даними канадського історика Ореста Субтельного, 96 % селян Росії жили общинами, а в Україні общинне землеволодіння було рідкістю: понад 80 % селян Правобережжя і майже 70 % Лівобережжя вели особисте господарство, мали індивідуальне право на землю і несли відповідальність за оплату боргів за неї. Але І. В. Лучицький довів існування общини в Україні в минулому і наявність її пережитків в ХІХ ст. Як приклад, історик навів спогади жителів містечка Єреміївка Золотоніського повіту про їх права на общинні угіддя, відібрані заможними козаками «на початку століття в замін на бочку горілки». Єреміївці ще в 60-ті роки ХІХ ст. вважали землі, які прилягали до містечка, і поля общинною власністю і вимагали земельного переділу.
Сильними сторонами Лучицького як дослідника були: «природжений реалізм» і чудове знання архівів. При вивченні українських аграрних відносин він звертався до архівів волосних управлінь, приватним архівам, судовим справам, Румянцевському опису (генеральному опису Лівобережної України, який проводився у 1767 р.), розпитував про земельні порядки людей похилого віку з українських сіл.
І. В. Лучицький і його учні, приклали багато зусиль для того, щоб розшукати документи з історії землеволодіння в архівах України, а особливо матеріалів Румянцевського опису. Вони були знайдені в архівах Київського університету, Полтавській і Чернігівській казенних палатах (всього близько 150 томів). Більшу частину з них Лучицький і його учні опублікували в 1883—1884 рр. Румянцевський опис вчений назвав своїм головним джерелом. Створений в 1767 р., він містив данні про географічне положення кожного населеного пункту Лівобережної України (всього їх описано близько 3,5 тис.), кількість дворів, чисельності населення, майновому становищі кожної сім'ї, опис оброблюваної землі, лісів, городів, а також промислові підприємства. Ретельне дослідження матеріалів Румянцевського опису лежали в основі праць Івана Васильовича з історії української общини.
Всього за період з 1882 по 1901 рр. він надрукував 32 статті і документальні публікації з історії України, в основному з її аграрної історії, історії общини.
В дореволюційній історіографії позитивна оцінка вкладу Лучицького в дослідження українських сюжетів було надано в статті В. Мякотіна. Він разом з Н. І. Василенко продовжив дослідження свого вчителя в цьому напрямі.
Історіографія радянського періоду також позитивно оцінювала діяльність І. В. Лучицького як історика української общини, хоча і не приймала його висновків. П. Ф. Лаптін, відмічав, що «створена Лучицьким картина общинних відносин на Україні в XVII—XVIII ст. далека від досконалості», але він зазначав, що його дослідження багато в чому до цього часу зберігають науково-пізнавальну цінність, відзначав цінність зібраних істориком документальних матеріалів.
Праці І. В. Лучицького з соціально-економічної історії України відразу ж після опублікування стали здобутком європейської історіографії: вони перекладалися французькою та німецькою мовами.
У третій період (з першої половини останнього десятиліття 19 століття) Лучицький повністю присвятив себе вивченню французької аграрної історії напередодні та під час французької революції кінця 18 століття. Роботи історика з французьких аграрних відносин отримали світове визнання ще за життя Івана Васильовича. З 1882 р. вчений почав роботу в архівах Південної Франції та Іспанії, а з 1894 р. почав систематично їздити до Франції, де збирав матеріали з історії аграрних відносин до Французької революції та під час неї. Київський архів вченого зберігає матеріали, які фіксує враження історика від подорожей Францією.
Проблематика ранніх досліджень історика сформувалася під впливом позитивізму. Його дипломна робота, присвячена Візантії, ролі її ідеології в ідейному житті Європи, привела автора до вивчення європейських релігійних рухів 16 століття.
Одразу після закінчення університету Лучицький став працювати над проблемою релігійних війн у Франції 16 століття. Попри те, що література з цієї теми була численною, Лучицькому вдалося встановити низку нових даних для історії гугенотів у обраний ним період. Крім того, заслуга вченого була в соціологічному підході, з яким він приступив до аналізу своїх матеріалів. Додані до цих робіт документи вперше звернули на Лучицького увагу французьких учених.
У першій половині 1870-х років Лучицький робив серйозні спроби історичного теоретизування. Його праці в цій галузі були цікавими також для Карла Маркса. Лучицький мав намір написати спеціальну монографію з філософії історії, оголосив про це в пресі, але обіцянки не виконав, оскільки захопився конкретними історичними дослідженнями.
У дослідницькій методиці Лучицький широко використовував історико-порівняльний метод, у тісному зв'язку з яким були ретроспективний метод та метод переживань. З кінця 1870-х років, використовуючи в своєму арсеналі економічні методи дослідження, Лучицький першим став застосовувати статистичний метод у історичних дослідженнях. Із цим методом історик пов'язував найсуттєвіші успіхи історичної науки, особливо у вивченні економічної історії Західної Європи.

## Праці
- (рос.)«Матеріали до історії землеволодіння в Полтавській губернії у 18 столітті» (1873).
- (рос.)«Робітниче населення і економічна політика німецьких міст 15—16 століть» (1884).
- (рос.)«Російські раби і рабство в Руссільйоні в XIV—XV ст.» (1886)[недоступне посилання з липня 2019].
- (рос.)Гугенотская аристократия и буржуазия на Юге после Варфоломеевской ночи (до Булонского мира). СПб., 1870;
- (рос.)Феодальная аристократия и кальвинисты во Франции, ч. 1. К., 1871;
- (рос.)Очерк развития скептической мысли во Франции в XVI и XVII веках. «Знание», 1873, № 1, 3, 8, 11;
- (рос.)Обзор литературы по философии истории за 1872 г. Там само, 1873, № 9;
- (рос.)Отношение истории к науке об обществе. Там само, 1875, № 1;
- (рос.)Католическая лига и кальвинисты во Франции: Опыт истории демократического движения во Франции во второй половине XVI в. (по неизданным источникам), т. 1. К., 1877;
- (рос.)Общинное землевладение в Малороссии (Золотоношский уезд Полтавской губернии). «Устои», 1882, № 7;
- (рос.)Следы общинного землевладения в Левобережной Украине XVIII в. «Отечественные записки», 1882, № 11;
- (рос.)Поземельная община в Пиренеях. Там само, 1883, № 9—10, 12;
- (рос.)Общинные формы землевладения на Днепровском побережье. К., 1884;
- (рос.)О значении, характере и содержании описи малороссийских полков, составленной по приказанию г. губернатора Малоросийского графа Румянцева в 1767 г. «Чтения в Историческом обществе Нестора-летописца», 1888, кн. 2, отд. 1;
- (рос.)Займанщина и формы займочного владения в Малороссии. «Юридический вестник», 1890, № 3;
- (рос.)Крестьяне и крестьянская реформа в Дании XVI—XVIII вв. «Северный вестник», 1890, № 12;
- (рос.)Джемс Торольд Роджерс (Некролог). «Юридический вестник», 1891, т. 7, № 2;
- (рос.)Вопрос о крестьянской поземельной собственности во Франции до революции и продажа национальных имуществ. «Чтения в Историческом обществе Нестора-летописца», 1895, кн. 9, отд. 1;
- (рос.)Крестьянская поземельная собственность во Франции до революции и продажа национальных имуществ (второй отчет о командировке за границу). «Университетские известия», 1896, № 3, ч. 2;
- (рос.)Крестьянское землевладение во Франции накануне революции. К., 1900;
- (рос.)Состояние земледельческих классов во Франции накануне революции и аграрная реформа 1789—1798 гг. К., 1912.